# Antonio Jiménez
Antonio David Jiménez Pentinel (* 18. února 1977, Sevilla) je španělský atlet, běžec, jehož specializací je běh na 3000 metrů překážek, tzv. steeplechase, mistr Evropy z roku 2002.

## Kariéra
Celkem šestkrát se stal mistrem Španělska v běhu na 3000 metrů překážek. Při startu na světovém šampionátu v roce 2001 doběhl v této disciplíně šestý. V roce 2002 nejprve získal na halovém mistrovství Evropy stříbrnou medaili v běhu na 3000 metrů a poté v srpnu se v Mnichově stal mistrem Evropy v běhu na 3000 metrů překážek.

## Osobní rekordy
- 1500 metrů – 3:43,23 (2002)
- 3000 metrů (hala) – 7:46,49 (2002)
- 3000 metrů překážek – 8:11,52 (2001)